# Ляленас, Дарюс
Дарюс Ляленас (лит. Darius Lelenas, родился 15 октября 1982 в Электренае) — литовский хоккеист, игравший на позиции правого нападающего. Был членом сборной Литвы, участник чемпионатов Европы и мира.